# Alexander Brailowsky

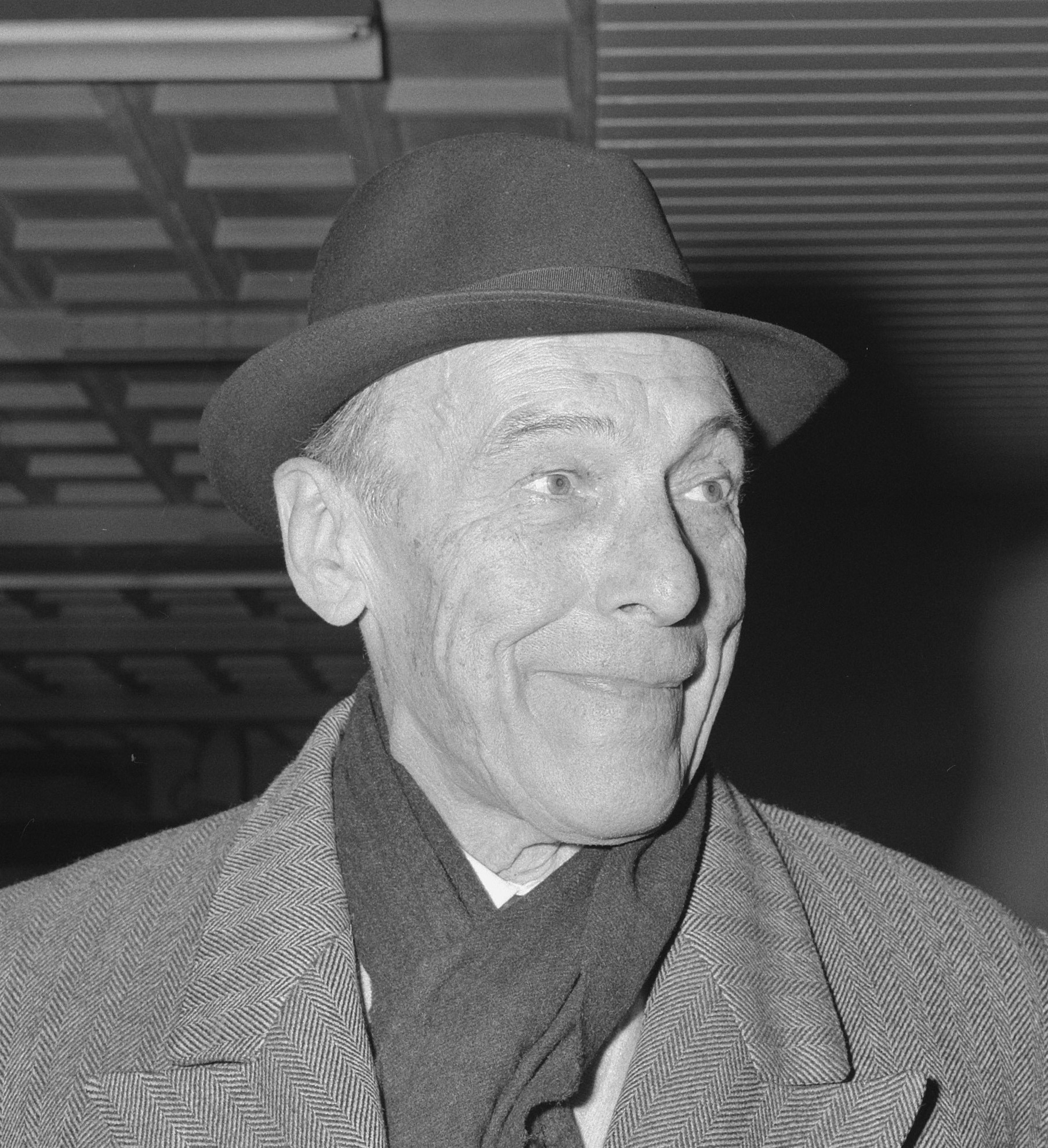
Brailowsky, 1965

Alexander Brailowsky (* 16. Februar 1896 in Kiew; † 25. April 1976 in New York) war ein russischer Pianist, der sich auf die Werke von Frédéric Chopin spezialisierte. Seine größten Erfolge feierte er zwischen den beiden Weltkriegen. 1926 nahm Brailowsky die französische Staatsbürgerschaft an.

## Leben und Werk
Alexander Brailowsky wurde am 16. Februar 1896 in Kiew geboren. Nach dem Besuch des Gymnasiums und des Konservatoriums in Kiew studierte er bei Theodor Leschetizky in Wien Klavier. Während des Ersten Weltkrieges studierte er bei Ferruccio Busoni in Zürich Klavier.
Alexander Brailowsky feierte 1919 sein Konzertdebüt in Paris. Regelmäßige Konzertreisen führten ihn seit 1924 durch die Vereinigten Staaten und Lateinamerika sowie durch Europa. Brailowsky führte das Gesamtwerk Chopins 1924 erstmals zyklisch in Paris auf.
Seine ersten Aufnahmen wurden in Berlin von 1928 bis 1934 gemacht. 1938 nahm ihn das Label HMV in London unter Vertrag. Neben seinem Chopin-Repertoire spielte er auch Werke von Rachmaninoff, Saint-Saens, Liszt, Debussy und anderen.
1936 stiftete Belgien einen Brailowsky-Preis, der jährlich für den pianistischen Nachwuchs ausgesetzt wurde. Alexander Brailowsky starb in New York im Alter von 80 Jahren.